# Lyssomanes viridis
Lyssomanes viridis là một loài nhện trong họ Salticidae.
Loài này thuộc chi Lyssomanes. Lyssomanes viridis được Charles Athanase Walckenaer miêu tả năm 1837.

## Hình ảnh

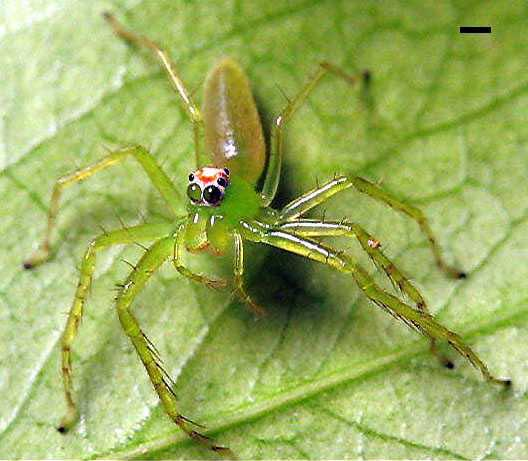
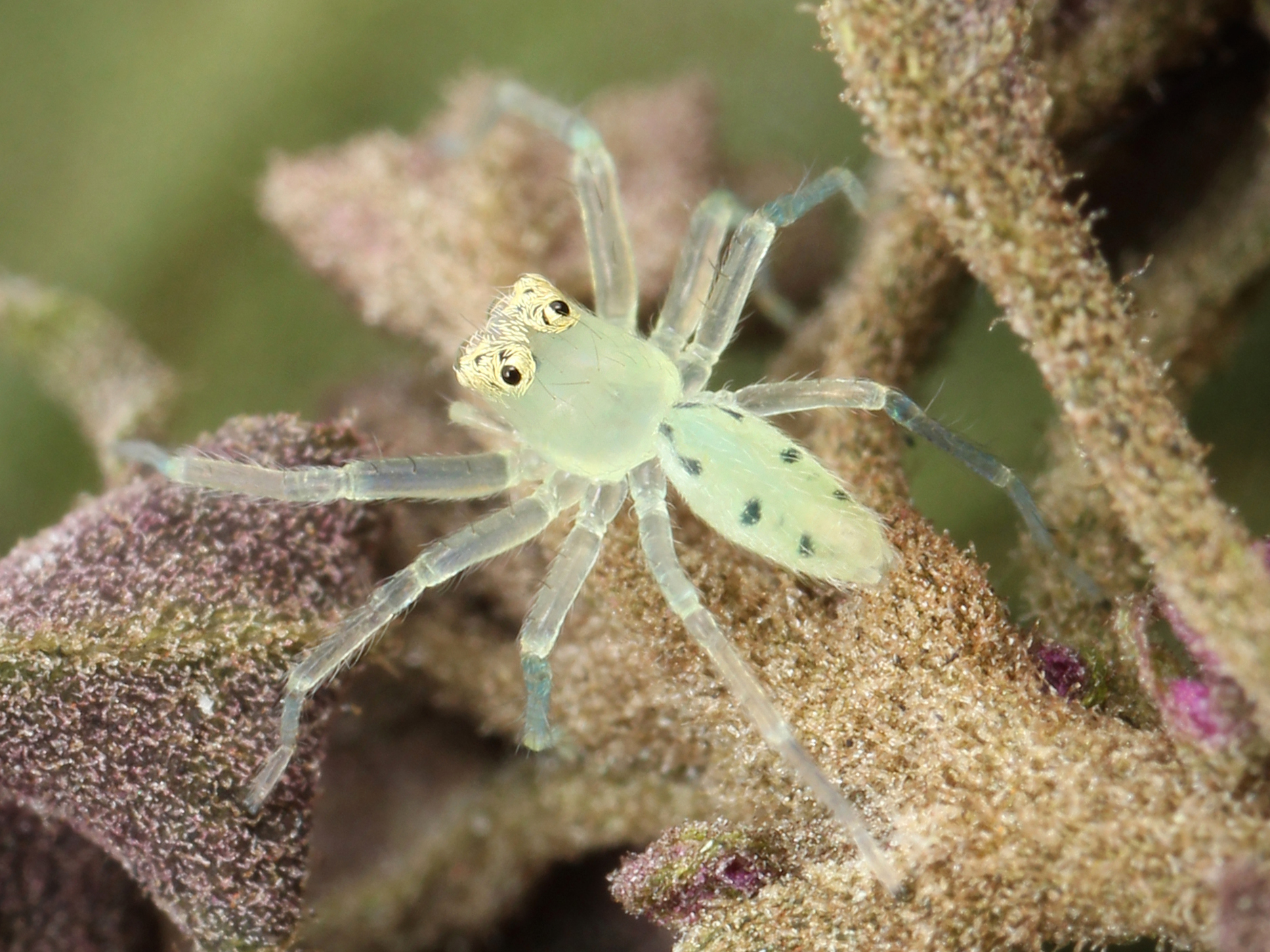
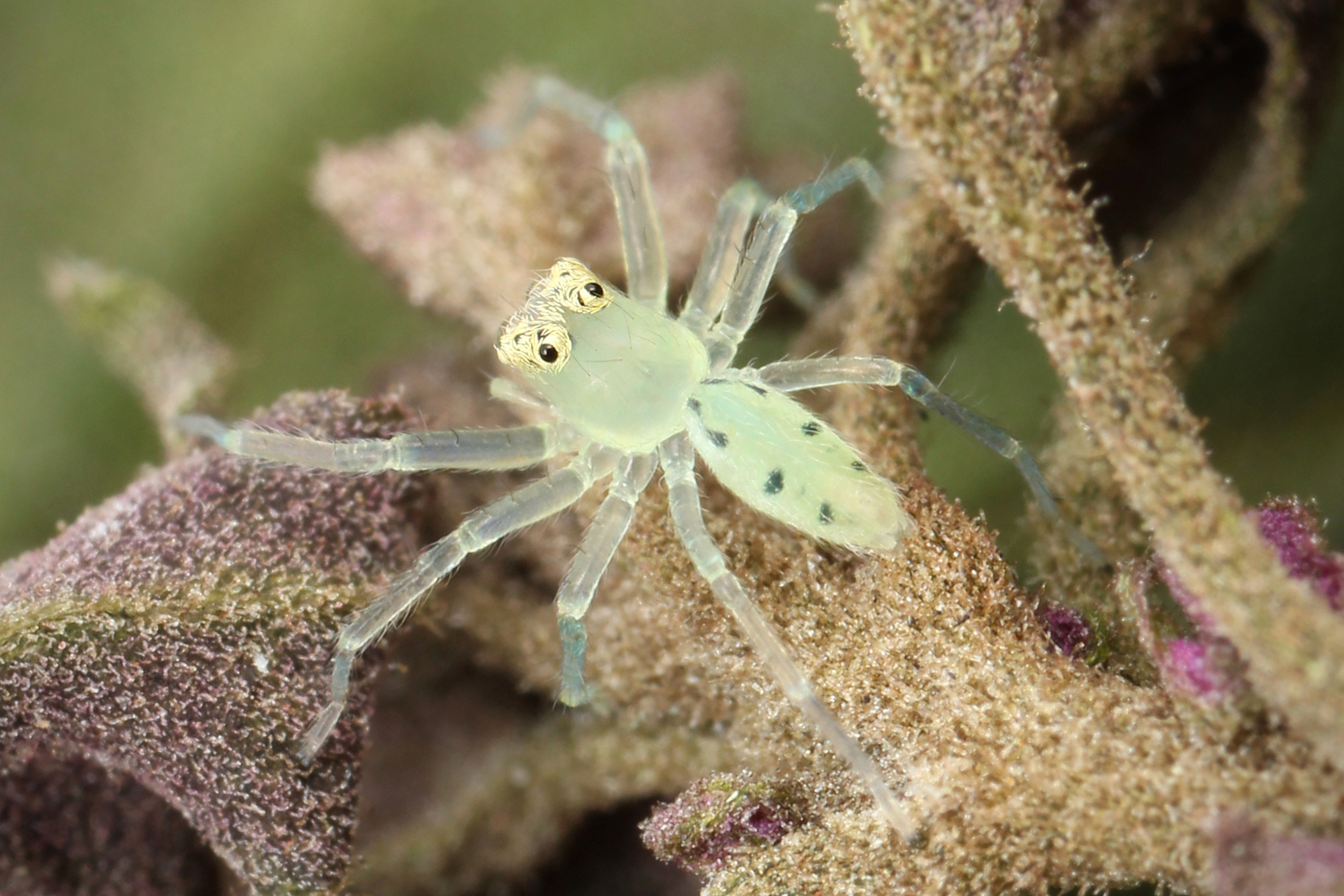
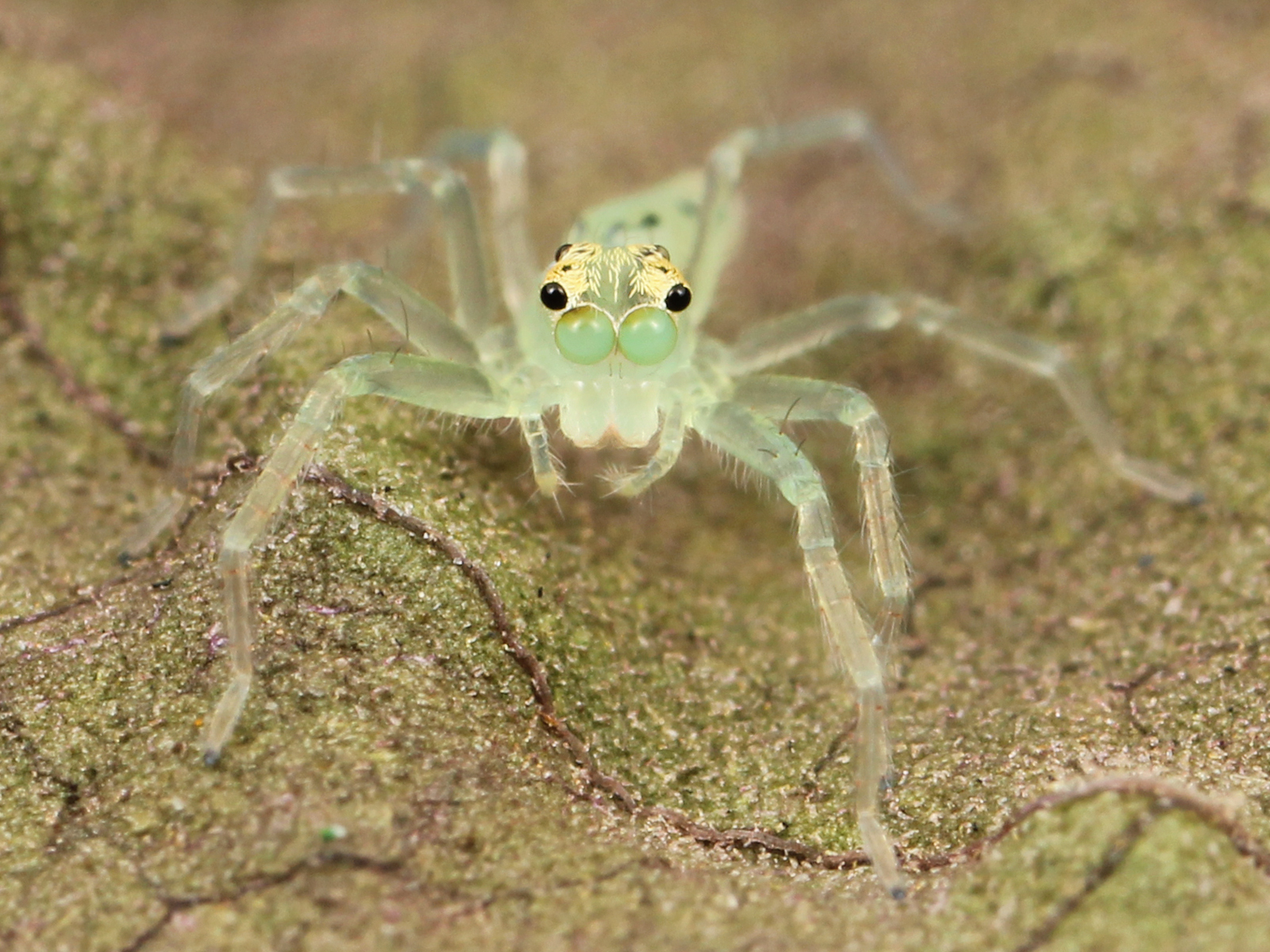